# Hamm (Viersen)

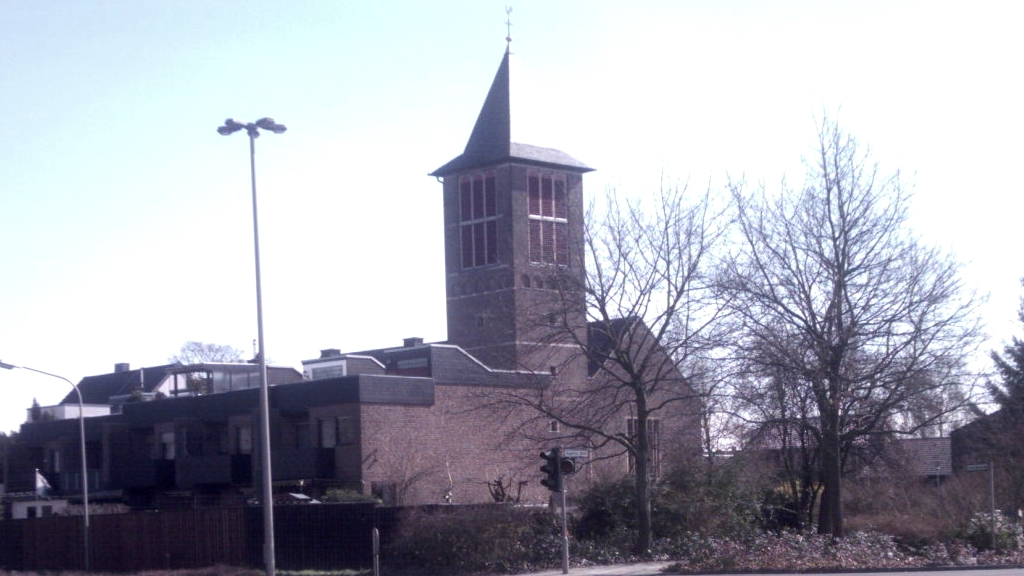
Die katholische Pfarrkirche St. Marien in Viersen-Hamm ist seit 2007 unter der Listen-Nr. 475 als Baudenkmal eingetragen.

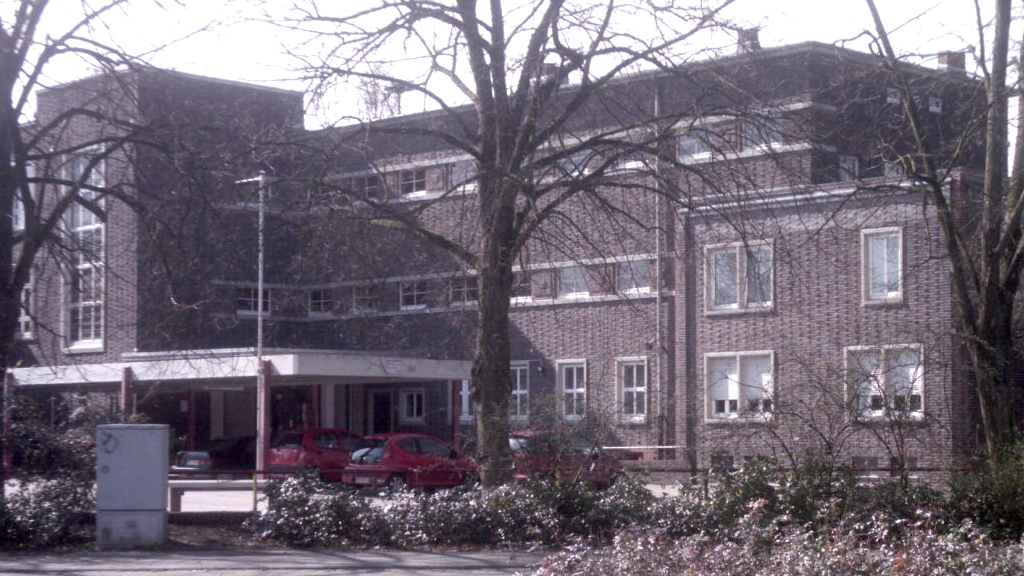
Das Schulgebäude der Hammer Grundschule steht seit 1991 mit der Listen-Nr. 296 unter Denkmalschutz.

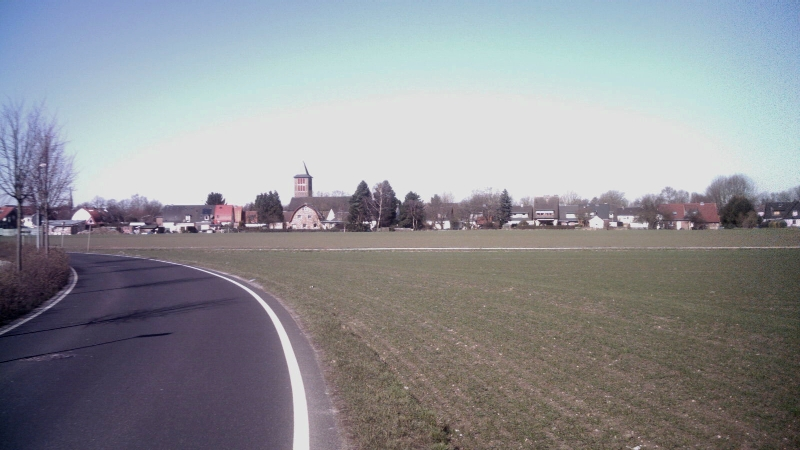
Ansicht von Hamm aus Richtung Süden von der Neuwerker Straße aus.

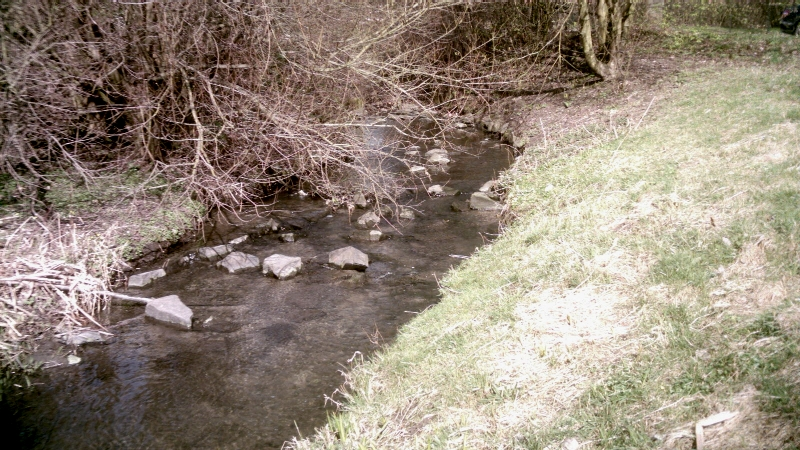
Der Hammer Bach nahe der Straßenkreuzung Bachstraße / Hosterfeldstraße

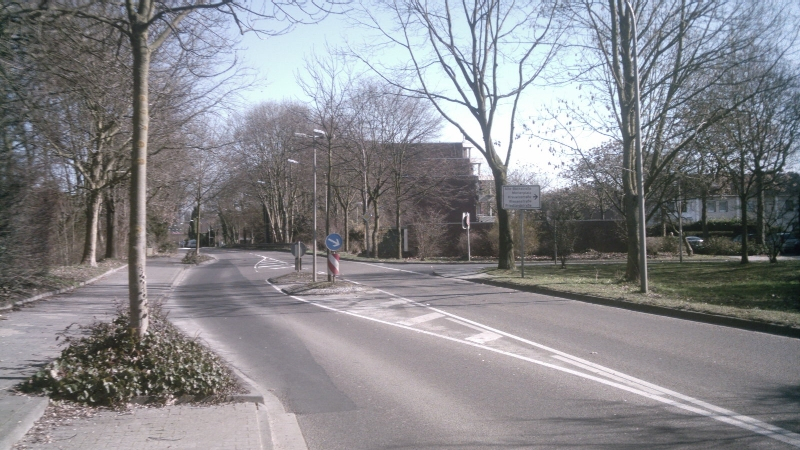
Die Bachstraße verläuft im Wesentlichen parallel zum Hammer Bach und hat daher ihren Namen.

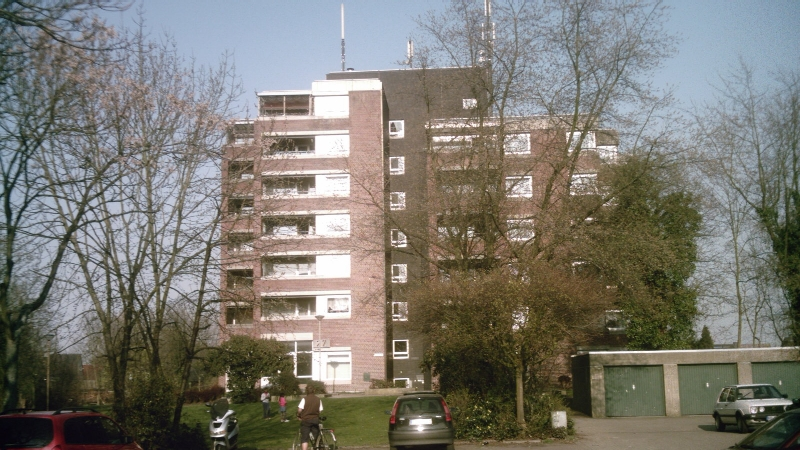
Das Hochhaus von Hamm am Ende der "Alten Bachstraße".

Die internationale Radwanderstrecke "Fietsallee am Nordkanal" am nordöstlichen Ortsrand von Hamm.
Die rot-weiß gestreiften Messpfosten markieren den teilweise auch nur geplanten früheren Verlauf des Nordkanals.

Hamm ist ein Ortsteil der nordrhein-westfälischen Kreisstadt Viersen. Innerhalb des Viersener Stadtgebiets liegt die Ortschaft Hamm ungefähr in der geografischen Mitte des Stadtbezirks Alt-Viersen, während sich die Viersener Innenstadt mehr im Nordwesten von Alt-Viersen befindet. In älteren Quellen wird die Ortschaft auch als Hammrath
bezeichnet.
Postalisch ist Hamm zweigeteilt: Während der nordwestliche Teil von Hamm (z.B. die Bachstraße) postalisch noch mit zur Viersener Innenstadt zählt (PLZ: 41747), hat der südöstliche Teil von Hamm die PLZ 41748, die für die südlichen und östlichen Außenbereiche Alt-Viersens gedacht ist.

## Infrastruktur

### Straßenverkehr
- Hamm reicht am westlichen Ortsrand bis an die vierspurige Landesstraße L116 heran, die hier auch „Kölnische Straße“ heißt, und die neben den Autobahnen der Region eine der Hauptverkehrsachsen im Großraum Mönchengladbach ist.
- Etwa 3 km südlich von Hamm liegt, unmittelbar hinter der Viersener Stadtgrenze, die Autobahnanschlussstelle „Mönchengladbach-Nord“ der A 52.
- Durch den Ort selbst führt die Kreisstraße 18, die als „Bachstraße“ von der Kreuzung mit der Kölnischen Straße im Westen durch die Ortschaft Hamm Richtung Düpp und noch weiter Richtung Nordosten führt, bis sie kurz vor der Niers in die L29 (die frühere Bundesstraße 7) einmündet.
- In Richtung Süden verbindet die „Neuwerker Straße“ Hamm mit den Viersener Ortsteilen Ummer und Heimer.
- In Richtung Norden führt die „Hosterfeldstraße“, die im weiteren Verlauf zur „Gerhart-Hauptmann-Straße“ wird, zum Viersener Bahnhof.[1]

### Eisenbahn
Die Eisenbahnstrecke von Duisburg nach Mönchengladbach führt am nordöstlichen Ortsrand Hamms vorbei. Einen Bahnhof gibt es hier allerdings nicht und hat es auch nie gegeben.
Die von Hamm aus nächstgelegenen Bahnhöfe, die noch in Betrieb sind, sind heute der Bahnhof Viersen, der Mönchengladbacher Hauptbahnhof sowie der Bahnhof Anrath.

### Busverkehr
Als Ortsteil von Viersen zählt Hamm zum Gebiet des Verkehrsverbunds Rhein-Ruhr und wird im Wesentlichen von zwei Buslinien angefahren:
| Typ | Linie | Strecke | Hinweise |
| --- | ----- | --- | --- |
|     | CE 89 | Mackenstein ↔ Dülken ↔ Viersen Busbf. ↔ Viersen Bf. ↔ Hamm ↔ Ummer ↔ Heimer ↔ Helenabrunn, Wegweiser / Mönchengladbach Hbf | Der City-Express CE 89 fährt ab Viersen-Heimer wechselweise nach Helenabrunn, Wegweiser oder zum Hbf M'gladbach |
|     | 080   | Viersen-Hamm ↔ Viersen, Gereonspl. ↔ Viersen Busbf. ↔ Schirick ↔ Bistard ↔ Dülken, Straelener Weg                          | |
|     |       | | (Stand: März 2011)                                                                                              |

### Radwanderwege
Die Ortschaft Hamm wird von zwei offiziell ausgewiesenen Radwanderwegen berührt oder durchquert:
- Die internationale Radwanderstrecke Fietsallee am Nordkanal überquert auf dem Weg von Mönchengladbach-Donk Richtung Stadtpark Robend am nordöstlichen Ortsrand von Hamm die Bachstraße.[3]
- Der Hauptfahrweg der NiederRheinroute führt auf dem Weg von MG-Donk in die Viersener Innenstadt durch Hamm hindurch.[3]

## Bildungseinrichtungen
- Albert-Schweitzer-Schule (früher: Katholische Grundschule Viersen-Hamm)[4]

## Vereinswesen und Gesellschaftsleben
- Schützen: Es gibt in Hamm eine Schützenbruderschaft, die ihre Entstehung aus der Zeit des Dreißigjährigen Krieges herleitet, dies ist die „St. Matthias Bruderschaft Viersen-Hamm 1624 e. V.“.[5]
- Karneval: Außerdem ist in Hamm die „Karnevalsgesellschaft "Hamm wer net" e. V. 1950“ aktiv.[6]

## Sehenswürdigkeiten
- Katholische Pfarrkirche St. Marien: Das zwischen 1951 und 1955 erbaute Kirchengebäude wurde 2007 als Baudenkmal eingestuft.[7]
- Volksschule Hamm: Das 1930 fertiggestellte Schulgebäude beherbergt heute die "Albert-Schweitzer-Schule" (früher Katholische Grundschule Hamm). Es steht seit 1991 unter Denkmalschutz.[8]

## Persönlichkeiten
- Ferdinand Emmerich, auch Ferdinand Emmerich-Hoegen (* 8. Juli 1858 in Viersen-Hamm; † 2. August 1930 in Pasing) war ein deutscher Forscher, Abenteurer und Reiseschriftsteller.

## Die nähere Umgebung
| Rintgen  | Hülsdonk Robend                             | Anrath Vennheide Düpp Neersen |
| Hoser    | Kompassrose, die auf Nachbargemeinden zeigt | VIE-Donk                      |
| Beberich | Ummer                                       | Heimer MG-Lockhütte           |